# 全面崩壞
全面崩壞（英語：All Falls Down）是一首由挪威籍DJ和音樂制作人艾倫·沃克制作的歌曲，由美國歌手諾亞·希拉和英國DJ兼唱片制作人Digital Farm Animals共同演唱。這首歌于2017年10月27日通過和Ultra Music發行，此歌曲在Youtube上有2.8億次觀看。

## 背景
2017年10月23日，艾伦·沃克发布了这首单曲的预告片。评论家们把该片形容为“史诗般的动作冒险”和“真正的过山车事件”，并认为其故事情节丰富。他们指出，影片内的元素包括浪漫的爱情、绑架、邪教式的葬礼、“艾伦·沃克品牌的时间胶囊和爆炸”，以及“火把、沙漠风景、焊接金属和数码计时器”。2017年10月25日，艾伦·沃克在社交媒体上透露，这首歌的合作人是流行歌星诺亚·赛勒斯和英国DJDigital Farm Animals。
艾伦·沃克在新闻发布会上表示：“这张唱片让我有机会与一些了不起的艺术家合作。诺亚·赛勒斯的声音绝对令人难以置信！我第一次听到topline后就爱上了它，等不及让我的粉丝也能听到。（这首歌）制作令人耳目一新，仍然很适合我标志性的声音。作为一个艺术家，这对我随着发展而不断进步是很重要的。”诺亚·塞勒斯补充道：“从我听到这张唱片的那一刻起，我就喜欢上了它。能和这样一个‘坏蛋’一起成为这首歌、这个项目的一份子真是太棒了，难以置信。”

## 评价
《公告牌》的写道：“这首歌以原声吉他和手指的响动开始，所有这些都导致了一种充满活力，充满希望的下降。”的马修·梅多（Matthew Meado）认为，“下降仍是艾伦·沃克的特点”，并赞赏“（Digital Farm Animals）的影响是显而易见的”。的凯文·阿帕扎（Kevin Apaza）认为尽管歌词“相当悲伤”，但沃克“以令人振奋的电子流行乐节拍和跌落的形式给听众一种平衡”。网站的埃里克（Erik）对这首歌的评价褒贬参半，他评价这首歌“更有一种闲散的、近乎热带的感觉”，他认为这首歌“可能会像凯戈那样发行”。同时，他还赞扬诺亚·塞勒斯“自始至终都提供了美妙的歌声”。最后，他认为沃克的这首歌“知名度较低，容易被遗忘”。

## 音乐录影带
该单曲的音乐录音带与单曲一同发布，拥有与艾伦·沃克之前的单曲《Tired》相似的视觉效果。它从上一个MV中断的地方开始，发生在几百年后，当时一场太阳风暴摧毁了地球上一切的科技。
截至2022年2月28日，这段MV在YouTube的点击量已经超过2.4亿次，点赞246万次。

## 曲目列表
| Digital download | Digital download                                                | Digital download |
| 曲序             | 曲目                                                            | 时长             |
| ---------------- | --------------------------------------------------------------- | ---------------- |
| 1.               | All Falls Down（featuring Noah Cyrus and Digital Farm Animals） | 3:19             |

| Digital download – Remixes | Digital download – Remixes           | Digital download – Remixes |
| 曲序                       | 曲目                                 | 时长                       |
| -------------------------- | ------------------------------------ | -------------------------- |
| 1.                         | All Falls Down（Steve Aoki Remix）   | 3:45                       |
| 2.                         | All Falls Down（Mio Remix）          | 3:15                       |
| 3.                         | All Falls Down（Todd Edwards Remix） | 3:04                       |
| 4.                         | All Falls Down（K-391 Remix）        | 3:26                       |
| 5.                         | All Falls Down（Jay Pryor Remix）    | 2:47                       |
| 6.                         | All Falls Down（Mark Villa Remix）   | 2:37                       |

## 制作人员
来源：QQ音乐。
- 作词：里克·博德曼（Rick Boardman）、巴勃罗·鲍曼（Pablo Bowman）、莎拉·布兰查德（Sarah Blanchard）、丹尼尔·博伊尔（Daniel Boyle）、尼古拉斯·盖尔（Nicholas Gale）
- 作曲：安德斯·弗洛恩（Anders Froen）、艾伦·沃克、巴勃罗·鲍曼、莎拉·布兰查德、尼古拉斯·盖尔
- 制作：艾伦·沃克、
- 吉他：巴勃罗·鲍曼、安德斯·弗洛恩、汤米·克里斯蒂安森（Tommy Kristiansen）、克里斯蒂安·克瓦尔瓦格（Kristian Kvalvaag）
- 声乐：诺亚·赛勒斯、
- 其他主唱：克里斯·奥瑞恩（Chris "TEK" O'Ryan）、安德斯·弗洛恩
- 背景声乐：阿什利·斯科奇（Ashleigh Scotcher）
- 混合工程师：Sören von Malmborg（英语：Sören von Malmborg） , Stockholm
- 母带工程师：
- 联合制作人：贡纳·格雷夫（Gunnar Greve）、
- 附加编程：卡尔·霍文德（Carl Hovind）
- 编程：安德斯·弗洛恩、艾伦·沃克、尼克·盖尔（Nick Gale）
- 声乐制作、声乐编排、声乐编辑和调音：克里斯·奥瑞恩
- 声乐制作及声乐编曲：安德斯·弗洛恩、珍娜·安德鲁斯（Jenna Andrews）、亚历克斯·霍姆伯格（Alex Holmberg）
- 声乐录制与工程：基思·帕里（Keith Parry）、安德斯·弗洛恩、丹尼尔·博伊尔
- 工程师：艾伦·沃克、安德斯·弗洛恩、克里斯·奥瑞恩、卡尔·霍文德、
- 附加制作：
- 执行制片：贡纳·格雷夫、
- 录制：Oslo、West Hollywood (CA)、 - Los Angeles、 - Stockholm, Norway
- 发布：、索尼/聯合電視音樂出版、 (BMI)、环球音乐、 Kobalt（英语：Kobalt Music Group）
- 曲目所有者： (Swedish Deal)

## 榜单成绩
| 榜单（2017年-2018年）                        | 最高排位 |
| -------------------------------------------- | -------- |
| 澳大利亚（澳大利亚唱片业协会单曲榜）         | 95       |
| 奥地利（Ö3四十强单曲榜）                     | 29       |
| 比利时佛兰德（Ultratop五十强单曲榜）         | 47       |
| 比利时佛兰德（Ultratop舞曲榜）               | 14       |
| 比利时瓦隆（Ultratop五十强单曲榜）           | 44       |
| 比利时瓦隆（Ultratop舞曲榜）                 | 2        |
| 哥伦比亚（国家报告）                         | 44       |
| 捷克（電台百強單曲榜）                       | 8        |
| 捷克（百強數位單曲榜）                       | 41       |
| 芬兰（芬蘭官方單曲榜）                       | 10       |
| 德国（德國官方單曲榜）                       | 75       |
| 匈牙利（四十強舞曲榜）                       | 10       |
| 匈牙利（四十强电台榜）                       | 19       |
| 匈牙利（四十強單曲榜）                       | 27       |
| 匈牙利（四十強串流榜）                       | 36       |
| 愛爾蘭（愛爾蘭唱片音樂協會单曲榜）           | 65       |
| 拉脱维亚（拉脱维亚四十强榜）                 | 24       |
| 马来西亚（RIM）                              | 10       |
| 荷兰（荷蘭四十強單曲榜）                     | 12       |
| 荷兰（五十强单曲榜）                         | 44       |
| 荷兰（百强单曲榜）                           | 20       |
| 荷兰（三十强单曲榜）                         | 3        |
| 新西兰热度追踪（新西兰唱片音乐协会）         | 6        |
| 挪威（世界之路榜单）                         | 1        |
| 波蘭（波蘭百大電台榜）                       | 5        |
| 新加坡（新加坡唱片业协会）                   | 6        |
| 斯洛伐克（電台百強單曲榜）                   | 26       |
| 斯洛伐克（百強數位單曲榜）                   | 53       |
| 斯洛文尼亚（五十强榜）                       | 33       |
| 韩国国际（Gaon）                             | 10       |
| 西班牙（西班牙音乐制作协会）                 | 62       |
| 瑞典（瑞典最热榜）                           | 4        |
| 瑞士（瑞士热门音乐榜）                       | 29       |
| 英國（官方榜单公司單曲榜）                   | 87       |
| 英國（官方榜单公司舞曲榜）                   | 15       |
| 美國（《告示牌》Dance Club Songs）           | 1        |
| 美國（《告示牌》Hot Dance/Electronic Songs） | 11       |

| 榜单（2018年）                    | 排位 |
| --------------------------------- | ---- |
| 爱沙尼亚（IFPI）                  | 99   |
| 荷兰（40强单曲榜）                | 67   |
| 波兰（波兰唱片业协会）            | 33   |
| 瑞典（瑞典最热榜）                | 50   |
| 美国（《公告牌》舞曲夜店歌曲榜）  | 2    |
| 美国（《公告牌》舞曲/电音歌曲榜） | 41   |

## 销售认证
| 地區                                                       | 认证    | 认证单位/销量 |
| ---------------------------------------------------------- | ------- | ------------- |
| 澳大利亚（澳大利亚唱片业协会）                             | 金      | 35,000‡       |
| 加拿大（加拿大音乐协会）                                   | 白金    | 0‡            |
| 荷兰（荷蘭音像製品製作與進口協會）                         | 白金    | 40,000‡       |
| 波兰（波蘭音像製造商協會）                                 | 金      | 10,000‡       |
| 西班牙（西班牙音樂製作協會）                               | 金      | 20,000‡       |
| 瑞典（瑞典唱片業協會）                                     | 3× 白金 | 24,000,000†   |
| *僅含認證的實際銷量 ^僅含認證的出貨量 ‡僅含認證的+實際銷量 |         |               |